# استف فان زومرن
استف فان زومرن (انگلیسی: Stef Van Zummeren؛ زادهٔ ۲۰ دسامبر ۱۹۹۱ ‏(۳۳ سال)) دوچرخه‌سوار اهل بلژیک است.
از باشگاه‌هایی که در آن بازی کرده‌است می‌توان به ورانداس ویلمز–کرلان اشاره کرد.